# Hamvazószerda

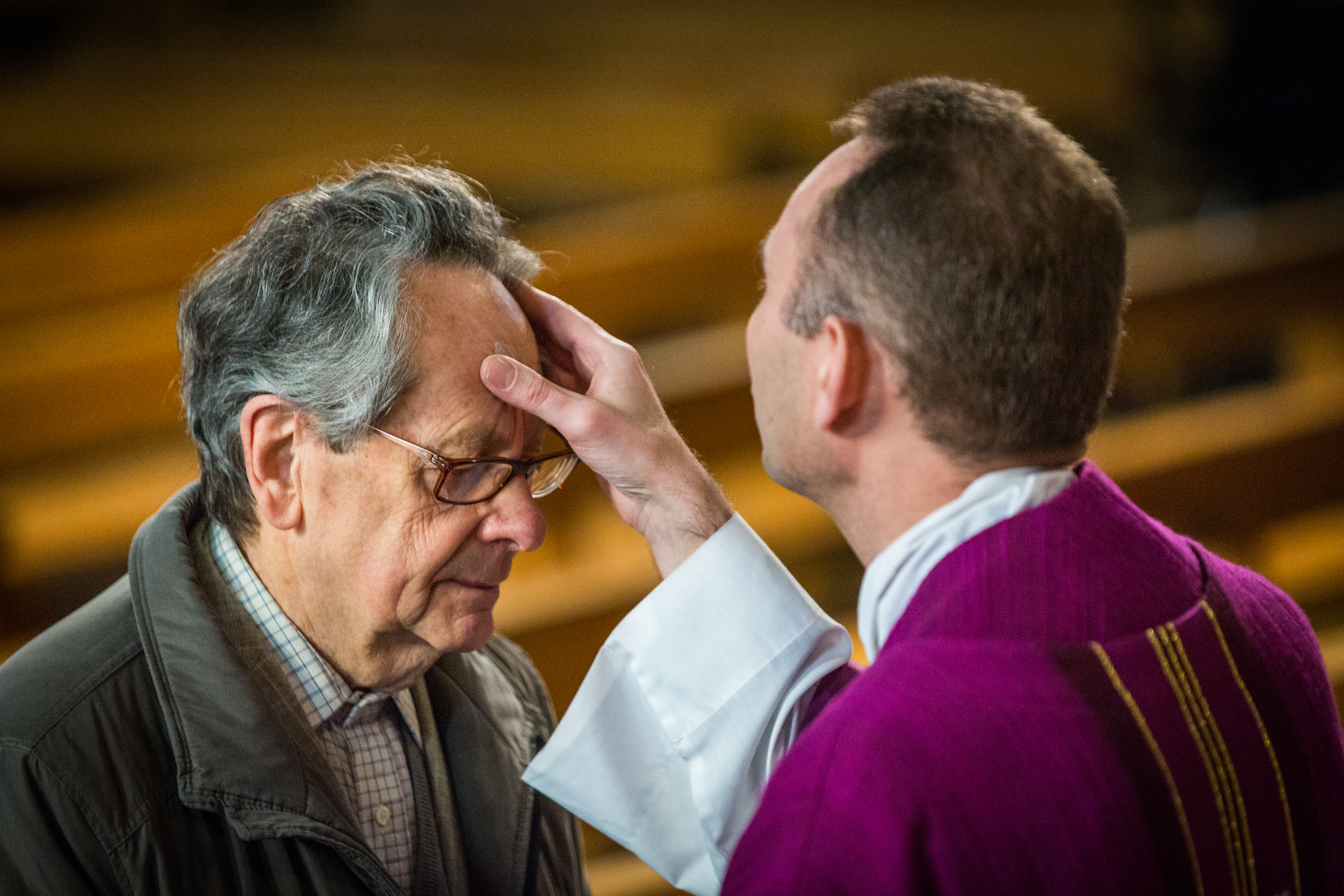
„Emlékezz, ember, hogy porból vétettél, és porrá leszel!” – Hamvazkodás Strasbourgban

A hamvazószerda (latinul: feria quarta cinerum, régi népi elnevezései hamvas szerda, szárazszerda, böjtfogószerda, böjtfőszerda) a nyugati kereszténységben a nagyböjt kezdőnapja, a húsvétvasárnaptól visszaszámolt 40. hétköznap. Mozgó ünnep, legkorábbi lehetséges időpontja február 4. és a legkésőbbi március 10. Ez a farsangi időszak utáni első nap.
A húsvétot megelőző nagyböjt hossza Jézus 40 napos böjtjét követi. A nyugati egyházban (mivel vasárnap, az Úr napján nincsen böjt) a húsvét előtti negyven hétköznapra terjed ki, a szombatokat is beleértve; így – mivel az ebbe az időszakba eső hat vasárnap nem része a böjtnek – kezdőnapja, a hamvazószerda a húsvét előtti 46. napra esik. Ezzel szemben a orthodox egyházban és több keleti katolikus részegyházban szombaton sem böjtölnek, ezért a nagyböjt a hamvazószerda előtti második vasárnapon (húshagyóvasárnap) kezdődik.
Neve onnan származik, hogy az őskeresztények vezeklésként hamut szórtak a fejükre, ez a 12. századtól az egyházi szertartás része lett (hamvazkodás).

## Története
Az ókereszténység idején a mezítlábas, zsákruhába öltözött nyilvános bűnösöket a püspök a templomba vezette, majd miután a bűnbánati zsoltárokat elimádkozták, fejükre hamut hintett és kiutasította őket a templomból. A kiutasítottaknak egészen nagycsütörtökig tilos volt a templomba belépniük.

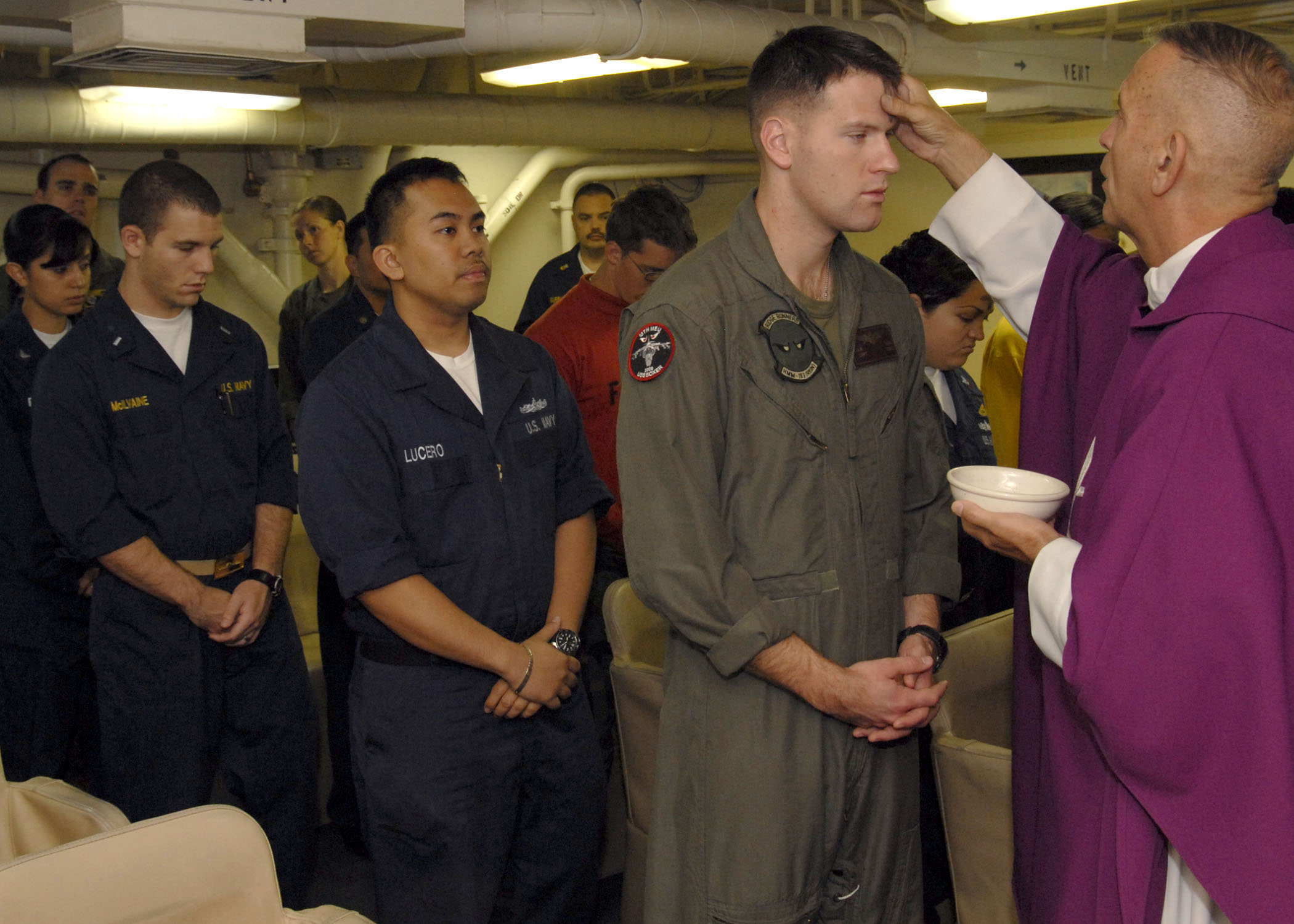
Hamvazkodás egy amerikai hadihajón

Hamvazószerdán – elsősorban a katolikus egyházban – szentelt hamuból (az előző évi virágvasárnapi szentelt barka elhamvasztva) keresztet rajzolnak a hívők homlokára, az alábbi mondatok egyikével:„Ember, emlékezz rá, hogy porból vagy és porrá leszel” vagy: „Térjetek meg és higgyetek az evangéliumnak” Ezt a napot ritkábban protestáns közösségekben is megünneplik.
II. Orbán pápa 1091-ben rendelte el, hogy a papok minden keresztény homlokát hamuval kenjék meg ezen a napon, ez a szokás a katolikusoknál mindmáig fennmaradt.

## Liturgia
A templomban a homília után a pap az előző évi szentelt barka hamujával rajzolja a keresztet a hívek homlokára. Ezt nevezik hamvazásnak (latinul: impositio cinerum), amely a nagyböjt kezdetén végzett szertartás. A hamuval hintés ősi jelképe a bűnbánatnak, mivel a hamu az elmúlásra, a halálra figyelmezteti az embert.

## Népszokások
A néphit szerint, aki hamvazkodik, annak nem fog fájni a feje.